# Before the Blackout
Before the Blackout es el tercer disco del grupo Allister, lanzado el 11 de octubre de 2005; el CD está conformado por 14 canciones y en la edición japonesa el disco contiene un bonustrack de una canción, que en realidad es un cover que canta junto a Ayumi Hamasaki de una canción japonesa.

## Lista de canciones
1. "Waiting" – 3:23
2. "D²" – 4:09
3. "A Lotta Nerve" – 2:42
4. "From the Ground Up" – 2:14
5. "Blackout" – 4:08
6. "Rewind" – 2:59
7. "2 A.M." – 3:32
8. "You Lied" – 3:23
9. "A Study in Economics" – 3:35
10. "Suffocation" – 2:55
11. "Easy Answers" – 2:55
12. "The Legend of Pegleg Sullivan" – 2:45
13. "Potential Suicide" – 3:11
14. "Alone" – 4:04
15. "Shima-Uta" - 3:04 (pista adicional solo para Japón)

- Datos: Q4880342